# Le Chant du désert (opérette)
Pour les articles homonymes, voir Le Chant du désert et The Desert Song.
Airs
Le Chant du désert (titre original The Desert Song) est une opérette composée par Sigmund Romberg et dont le livret a été écrit par Oscar Hammerstein II, Otto Harbach et Frank Mandel. Créée en 1926 à New York, elle s'inspire de la révolte de Marocains contre le pouvoir colonial français en 1925.

## L'œuvre

### Description
L'opérette est distribuée en trois actes et neuf tableaux.

### Création
Emporté par un climat favorable à l'exotisme (en 1924 eut lieu la Croisière Noire, première traversée de l’Afrique en automobile), l'opéra voit le jour le 30 novembre 1926 au Ziegfield Theater de New York, qui fut un grand succès.

### Reprises
L'ouvrage est repris le 11 avril 1930 au Théâtre Mogador à Paris, en tant que première française. La version française est adaptée par Roger Ferréol et Saint-Granier et le direction musical est assurée par Gabriel Diot. On y retrouve les chanteurs Robert Couzinou et Marcelle Denya, ainsi que Cecilia Navarre et Dorville, avec une mise en scène de Harry Baur.
Il est également repris pour trois représentations au Théâtre National Populaire de Paris en 1932, dirigé par Robert Devlee.
Le Chant du désert est l'oeuvre jouée et reprise le plus souvent aux Variétés Lyriques à Montréal (1937-1938, 1938-1939, 1944-1945 et 1953-1954).

### Postérité
Bien qu'ayant fait une carrière intéressante en France, Le Chant du désert n'est plus joué au XXIe siècle.

## Rôles
| Rôle             | Voix          | Créateurs | Reprise à en 1930 à Paris, Direction : Gabriel Diot |
| ---------------- | ------------- | --------- | --------------------------------------------------- |
| Jack             |               |           | Robert Couzinou                                     |
| Jenny            |               |           | Marcelle Denya                                      |
| Azuri            | mezzo-soprano |           | Mona Païva                                          |
| Onésime          |               |           | Dorville                                            |
| Sid El Kar       | ténor         |           | Charles Steber                                      |
| Hassan           | baryton       |           | Albert Combes                                       |
| General Birabeau | baryton       |           | Albert Decœur                                       |
| Ali Ben Ali      | basse         |           | Géo Bury                                            |
| Suzanne          |               |           | Coecilia Navarre                                    |

## Adaptations
Elle a connu plusieurs adaptations au cinéma :
- Le Chant du désert (The Desert Song) de Roy Del Ruth, sorti en 1929.
- Le Chant du désert (The Desert Song) de Robert Florey, sorti en 1943.
- The Desert Song de H. Bruce Humberstone, sorti en 1953